# Гордин, Аба Лейбович
Аба Лейбович (Александр Львович) Гордин (1887, Михалишки — 23 августа 1964, Тель-Авив) — еврейский педагог, писатель, поэт и переводчик. Писал на идише, иврите, английском и русском языках, в том числе с братом Вольфом Лейбовичем (Владимиром Львовичем) Гординым (1878—?) под общим псевдонимом «Братья Гордины».
Теоретик анархизма. Создатель нового направления — анархо-универсализма (интериндивидуализма).
Всеволод Волин в своей книге «Неизвестная революция» писал о братьях Гординых:
<большевики> наконец, терпели некоторых экстравагантных «анархистов», «шутов», которые искажали анархизм до карикатурности. Большевистские писатели не упускали случая вывести их в своих произведениях, чтобы осмеять идею <анархизма>.

## Биография

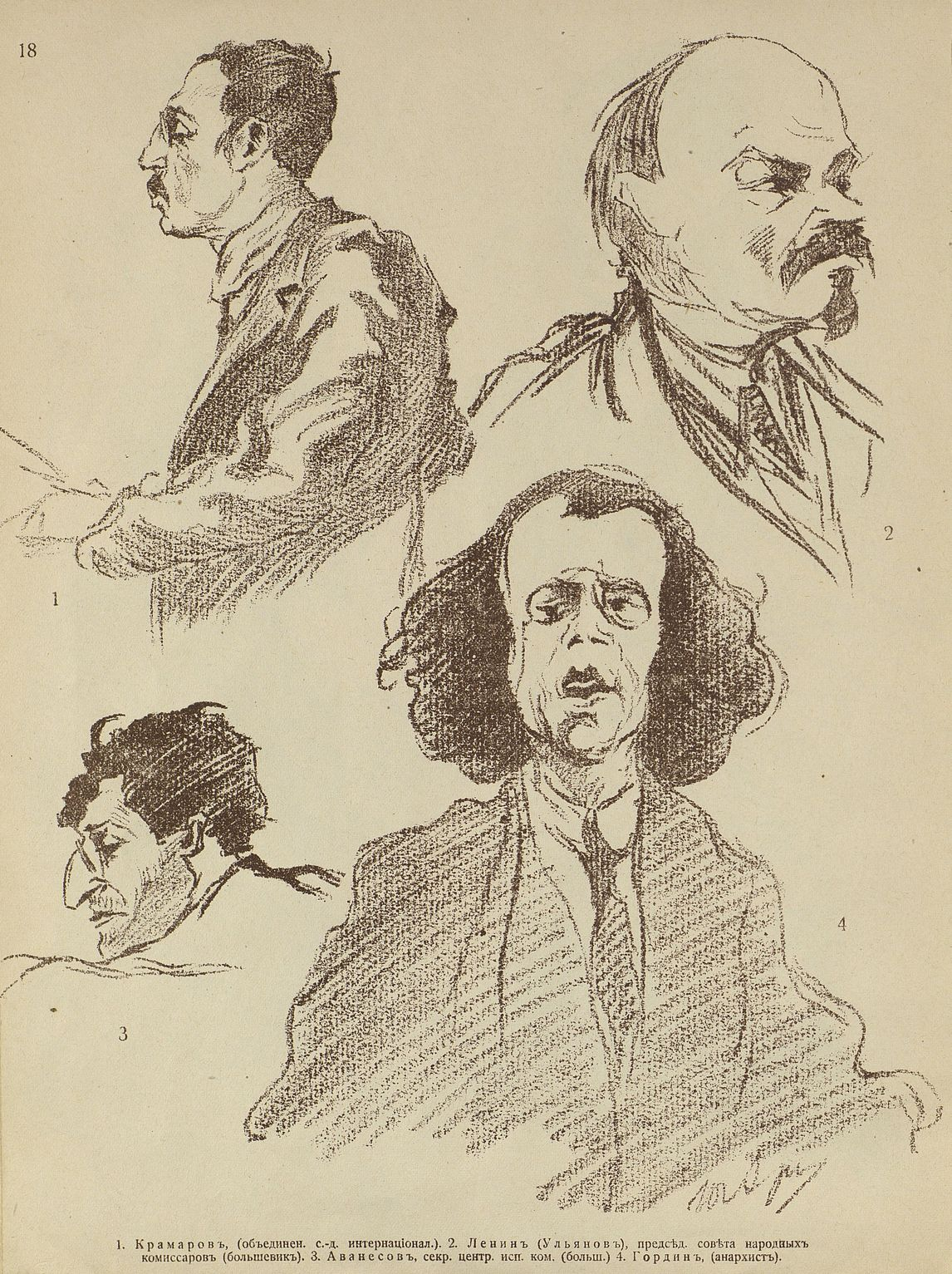
Г. М. Крамаров, В. И. Ленин (Ульянов), В. А. Аванесов, А. Л. Гордин (внизу справа). Рис. Ю. К. Арцыбушева.

Родился в местечке Михалишки в семье раввина Лейба Гордина и Хаи-Эстер Миллер. Получил традиционное еврейское воспитание. Принимал активное участие в социалистическом сионистском движении «Цеирей Цион». В 1908 открыл вместе с братом З. В. Гординым первую еврейскую школу в Сморгони. После революции 1917 года два брата играли важную роль в Московской федерации анархистов.
Редактор газеты «Анархист». Присутствовал на единственном заседании Учредительного собрания 5 января 1918 года в Петрограде, выступал там. Художник Ю. К. Арцыбушев, запечатлевший его выступающим, в комментариях определил позицию Гордина, как «советский анархист». Вскоре перешёл в оппозицию советской власти. Весной 1919 года находился в армии Нестора Махно.
В своих ранних работах соединял классический анархизм с ветхозаветным иудаизмом. С 1917 года акцентировал внимание на идее «пананархизма», обращённого к деклассированным слоям общества, а с 1920 года называл свои взгляды «анархо-универсализмом» (под его началом была создана «Всероссийская секция анархистов-универсалистов», а в 1921 году — «Организация анархистов-универсалистов (интериндивидуалистов)»). В 1921 году сослан в Сибирь, откуда был выслан через Маньчжурию, Китай, Японию в США. В США с 1924 года.
Редактировал в Нью-Йорке газету «Идише шрифтн» (1941—1946).
В 1958 году эмигрировал в Израиль. В период с 1959 по 1964 редактировал анархистскую газету «Проблемот».
Автор мемуарных книг «Воспоминания и счеты» (1955—1957) и «Тридцать лет в Литве и Польше» (1968).

## Семья
- Племянник — Давид Разиэль, один из основателей подпольной военной организации «Иргуна»[3].
- Брат (младший из трёх братьев) — Моррис Гордин (англ. Morris Gordin), публицист, после эмиграции в Америку принял христианство и стал активистом мессианского движения Hebrew Christian Alliance of America; опубликовал несколько книг и множество памфлетов антикоммунистической, антифашистской и миссионерской публицистики («Utopia in Chains: an American's Experiences in Red Russia», 1926; «More about the Nazarene and Jewry turning to the Nazarene», 1930; «From Communism to Christ», 1936; «The Power of Evil», 1939; «Culmination of Evil: Satan Behind Bolshevism and Nazism», 1939; «Jesus and the Jews Today», 1939)[4].
- Брат (и соавтор) — Вольф Лейбович Гордин (1884 или 1885 —1974), лингвист, автор философских работ, в том числе на английском языке — «Inventism, or the Philosophy of Invention» (1924), «Inventism, or Eurologism, being the teaching of invention» (1925), «The Philosophy of Relativity» (Journal of Philosophy, Columbia University Press, 1926), воспоминаний «Lenin as I knew him» (Ленин, каким я его знал, 1927).
- Дядя — Харри Мэнн Гордин (англ. Harry Mann Gordin, 1854—1923), выпускник Бернского университета, профессор химического отделения Северо-Западного университета в Чикаго, автор монографий по химии («On the Crystallised Substances Contained in the Galaganal Root», «Progress in Alkaloidal Chemistry During the Year 1904», «Elementary Chemistry: With Special Reference To The Chemistry Of Medicinal Substances», ) и философского трактата «Science, Truth, Religion and Ethics as Foundations of a Rational Philosophy of Life» (1924).